# Mărar

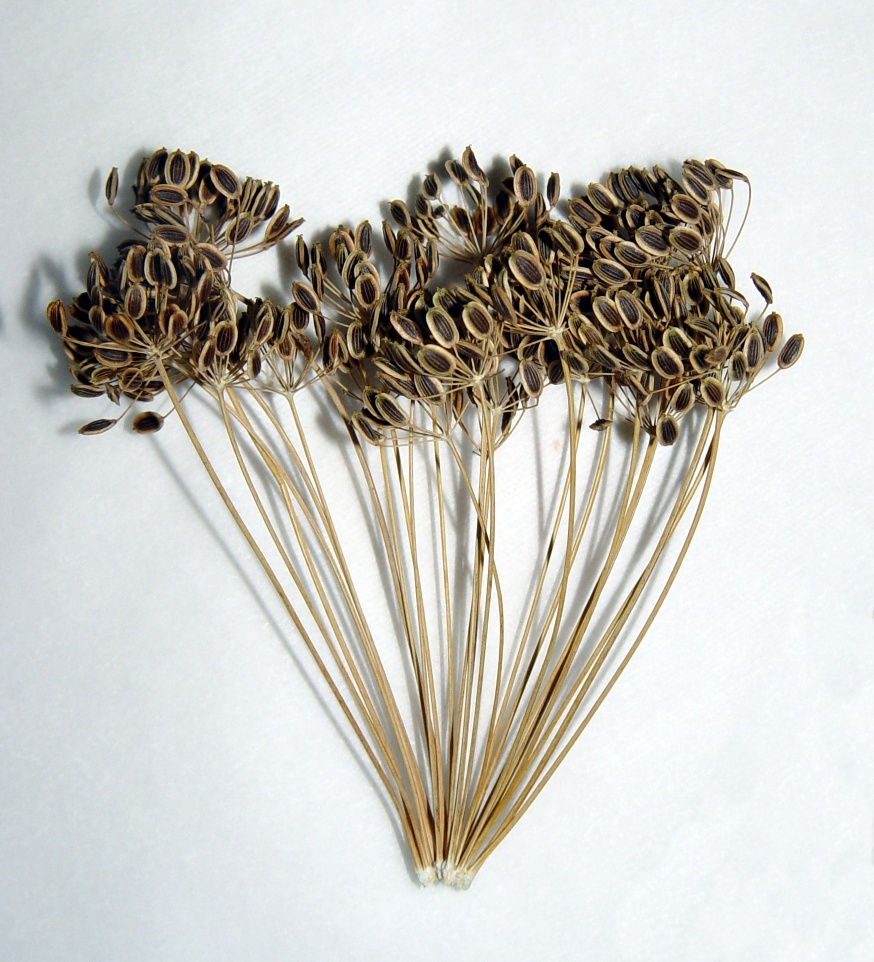
Umbrelă de mărar uscată

Mărarul (Anethum graveolens) este o plantă anuală, cu viață scurtă, nativă sud-vestului și centrului Asiei. Este singura specie a genului Anethum, deși clasificată de unii botaniști în relație cu genul Peucedanum ca Peucedanum graveolens (L.) C.B.Clarke. Este de culoare verde si poate creste pana la un metru inaltime.

## Origine
Mărarul este originar din zona mediteraneană și pontică. În epoca bronzului, în Grecia miceniană, planta era deja denumită „maratu-o”.

## Date generale
Mărarul este o plantă care rezistă la temperaturi scăzute. Ea se seamănă toamna sau primăvara foarte devreme, direct în sol, la o adâncime de 2–3 cm. Necesită umiditate mai ales în timpul germinării semințelor.
Recoltarea frunzelor verzi poate începe când plantele au 10–12 cm înălțime.

## Utilizare
Frunzele și semințele mărarului au mult ulei volatil, bogat în anetol, carvonă, cu aromă puternică, specifică, cu efect pozitiv asupra respirației. Frunzele conțin cantități mici de estrogen, hormonul feminin care ajută la creșterea naturală a sânilor și mențin mâinile frumoase.
Semințele de mărar conțin ulei volatil antibacterian și sunt recomandate la afecțiuni ca aerofagie, astm (bronșic), tulburări nervoase, impotență, amenoree, anorexie, boli ale căilor urinare, boli de inimă, dureri menstruale, insomnie, balonări. În timpul alăptării, lactația este stimulată de consumul de mărar sau chimen. Dacă este consumat constant, mărarul reduce colesterolul rău.
Uleiul volatil de mărar conține calciu, potasiu, sulf, fier, magneziu și sodiu, vitaminele A, B și C (toate în cantități considerabile).